# Gyōki

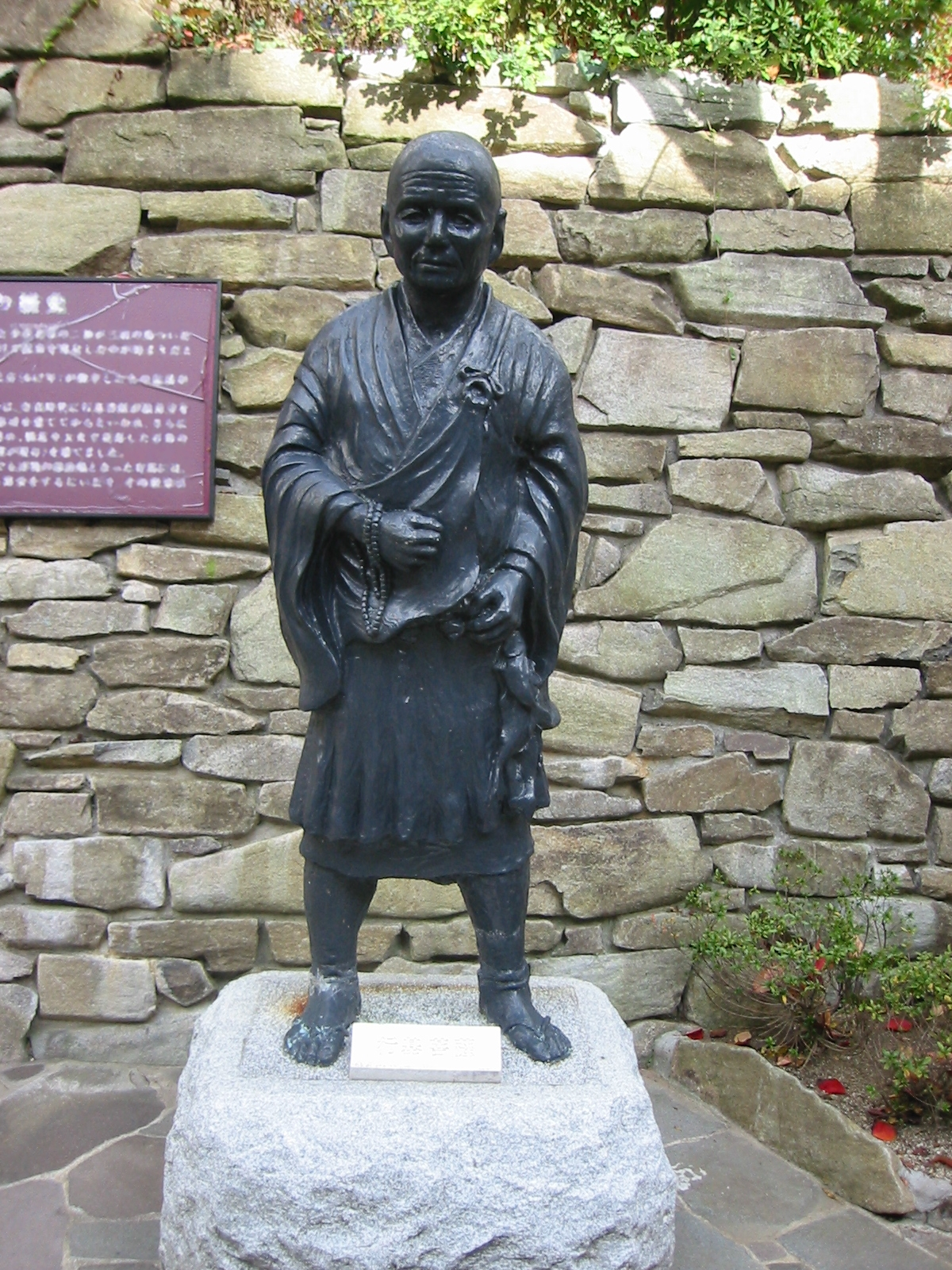
Bronzestatue von Gyōki im Arima Onsen (Kita-ku (Kōbe)), dessen Gründung Gyōki zugeschrieben wird

Gyōki oder Gyōgi (jap. 行基; * 668 in der Provinz Kawachi; † 749) war ein buddhistischer Mönch der japanischen Hossō-shū. Er ist besonders für seine wohltätigen Aktivitäten im gemeinen Volk berühmt.

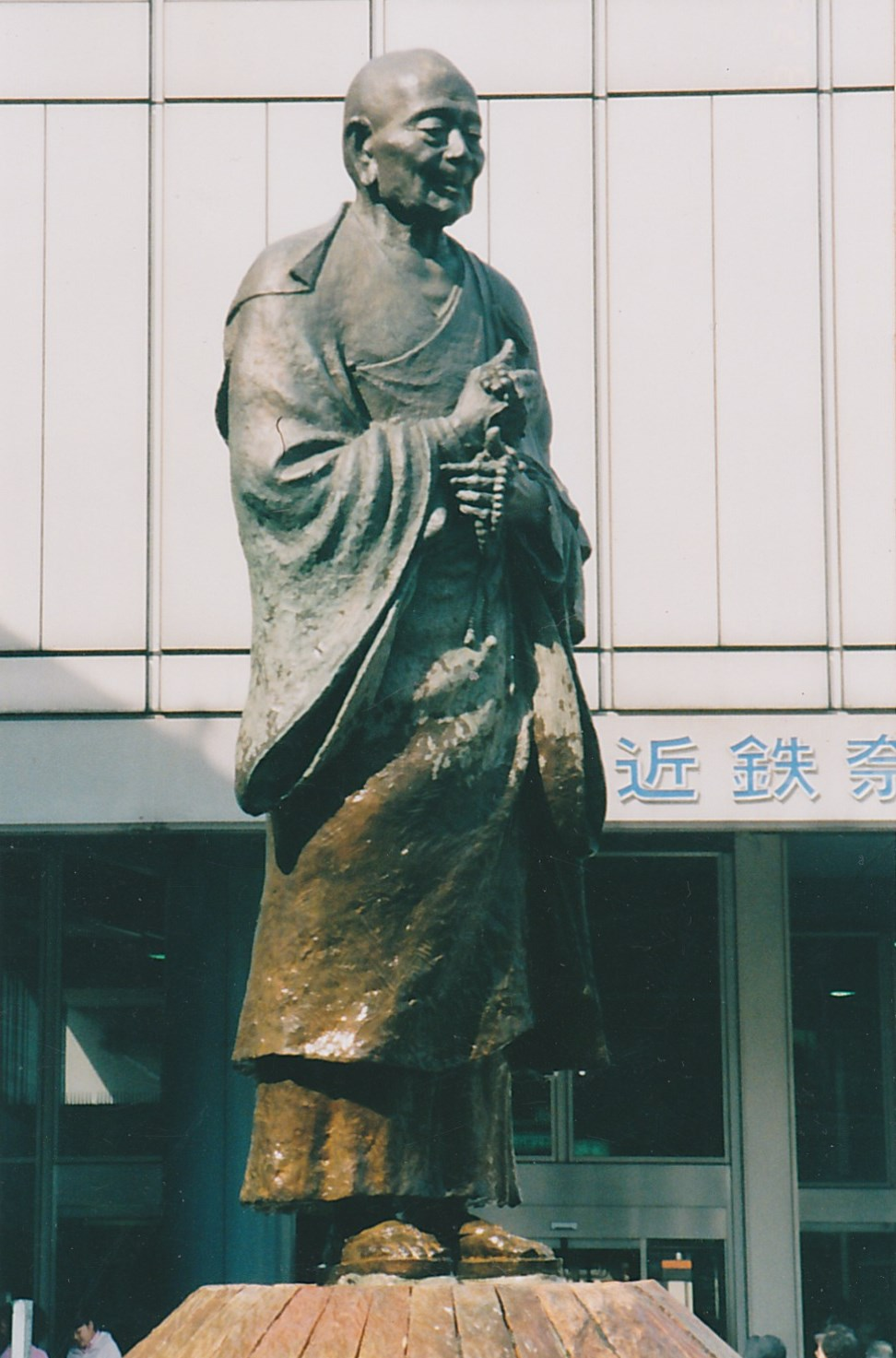
Gyōki vor dem Kintetsu-Bahnhof (Nara)

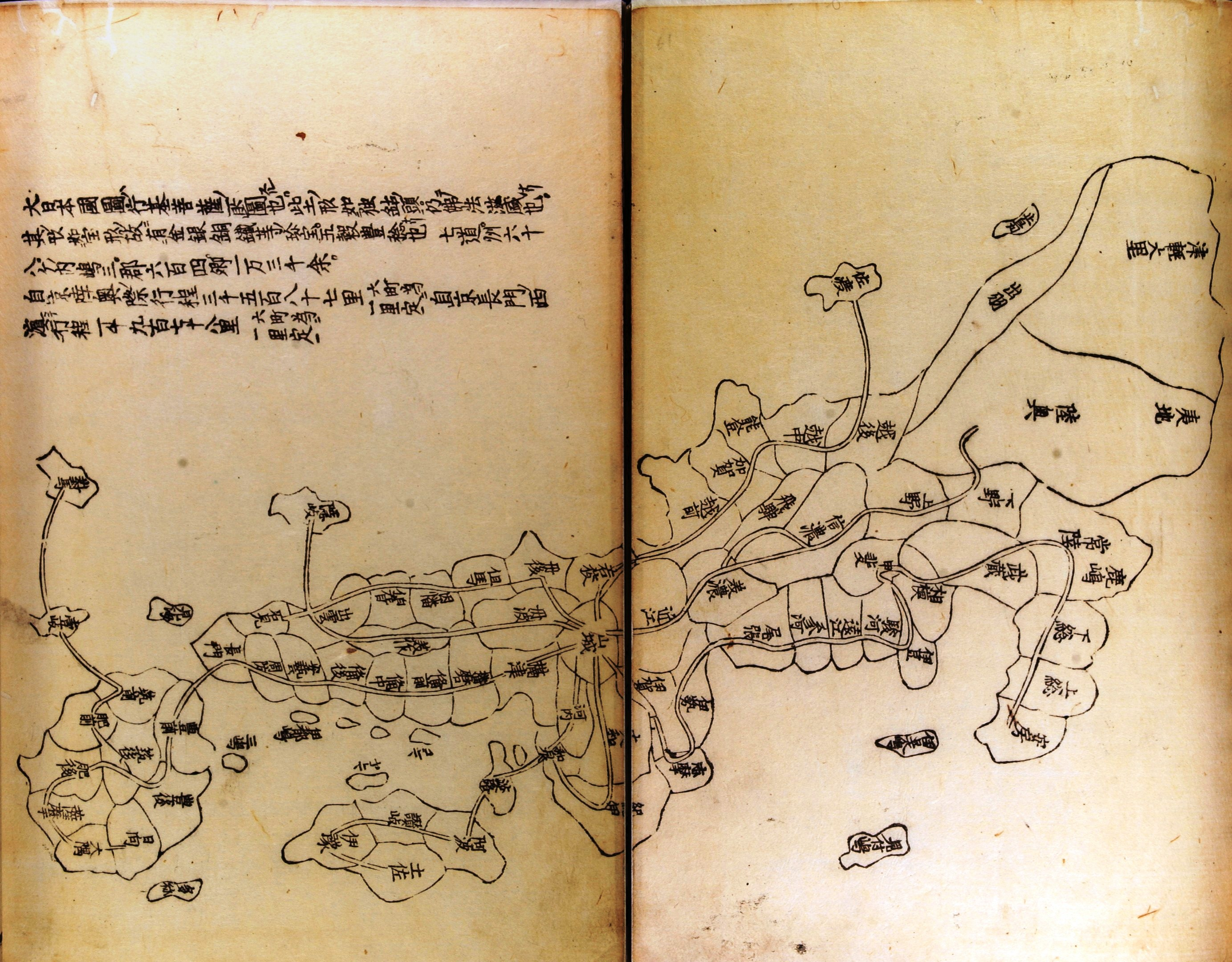
Gyōki-Karte Japans

Gyōki, der aus einer naturalisierten Familie koreanischer Adliger aus Baekje stammte, verbrachte seit seinem 15. Lebensjahr sein Leben an buddhistischen Tempeln, zunächst am Asuka-dera, dann ab 685 am Yakushi-ji, wo er mit 24 ordiniert und unter anderem Schüler von Dōshō (629–700) und Gien (義淵; 644–728) wurde.
Im Jahr 704 erkrankte Gyōkis Mutter, woraufhin er den Yakushi-ji verließ und nach Hause zurückkehrte, wo er die Wohnung in einen Tempel umfunktionierte. Später zog er mit seiner Mutter in eine Einsiedelei auf dem Berg Ikoma-yama, wo sie bis zu ihrem Tod zusammen lebten. Danach begann Gyōki, auf eigene Faust als Prediger und Missionar durch das Land zu reisen.
Im Laufe seiner Reisen wirkte Gyōki an vielerlei Bauprojekten mit, insbesondere zum Wohl einfacher Leute – darunter Bootsstege, Brücken, Dämme, Bewässerungssysteme, Brunnen und Herbergen. Die Kenntnisse dazu resultierten höchstwahrscheinlich aus seinem Studium bei Dōshō. Insgesamt wird ihm auch die Bauherrschaft über 49 Tempel (34 für Mönche, 15 für Nonnen) zugeschrieben. Vielleicht im Zusammenhang mit diesen Reisen entstand die Karte Japans, die seinen Namen trägt.
Gyōkis Reisetätigkeiten standen in eklatantem Widerspruch zur damaligen Religionspolitik des Ritsuryō-Adels. Verboten war das Sōni-ryō (僧尼令), die Aktivitäten von Mönchen und Priestern außerhalb offiziell anerkannter Tempel und Institutionen. Seit 718 wurden regelmäßig Edikte gegen Gyōkis illegale Tätigkeiten erlassen. Selbst in einer Passage aus dem Rikkokushi Shoku Nihongi wurde er noch als gefährlicher Verführer der Massen charakterisiert, obwohl er zu dieser Zeit schon länger die Akzeptanz diverser Regierungsvertreter erlangt hatte.
So war er 721 von der Genshō-tennō eingeladen worden, um am Hof einen Vortrag zu halten, wobei ihm offiziell gestattet wurde, zwei seiner Anhänger zu ordinieren. Später entwickelte er enge Beziehungen zum Shōmu-tennō, der ihm 745 das zum ersten Daisōjō (etwa „Groß-Rektifizierer“) ernannte, dem höchsten buddhistischen Amt. Er soll auch auf Betreiben des kaiserlichen Hofes am Bau des Daibutsu am Tōdai-ji beteiligt worden sein.
Gyōkis Wirken machte ihn bereits zu Lebzeiten äußerst populär. Das Shoku Nihongi führt mehrere Beispiele an, in denen er öffentlich die Massen ordinierte, so 705 Laien auf einmal im Jahr 741. Zum Zeitpunkt seines Todes soll Gyōki über dreitausend Schüler gehabt haben, darunter Gyōshin (670–740) und Shōgo bzw. Shōgu (732–811). Seine Leiche wurde auf dem Gelände eines Tempels auf dem Ikoma-yama begraben.
Postum wurde Gyōki vom Kaiserhof sogar der Titel Bosatsu (Bodhisattva) verliehen. Seine Verehrung im volkstümlichen Buddhismus in Japan hält bis heute an.